# چستا (استان اشوی‌داشکسیه)
چستا (به لهستانی: Czysta) یک منطقهٔ مسکونی در لهستان است که در گمینا کونگسکیه واقع شده‌است.